# Cratere Kant
Kant è un cratere lunare di 30,85 km situato nella parte sud-orientale della faccia visibile della Luna.
Il cratere è dedicato al filosofo tedesco Immanuel Kant.

## Crateri correlati
Alcuni crateri minori situati in prossimità di Kant sono convenzionalmente identificati, sulle mappe lunari, attraverso una lettera associata al nome.
| Kant | Coordinate            | Diametro (in km) |
| ---- | --------------------- | ---------------- |
| B    | 9°45′36″S 18°36′00″E  | 14,58            |
| C    | 9°23′24″S 22°06′00″E  | 17,97            |
| D    | 11°21′36″S 18°42′00″E | 52,4             |
| G    | 9°12′36″S 19°33′36″E  | 33,54            |
| H    | 9°09′36″S 20°49′12″E  | 6,69             |
| N    | 9°54′36″S 19°42′36″E  | 9,05             |
| O    | 12°01′48″S 17°09′36″E | 6,6              |
| P    | 10°49′12″S 17°22′48″E | 5,71             |
| Q    | 13°03′00″S 18°43′12″E | 5,11             |
| S    | 11°33′36″S 19°43′48″E | 4,43             |
| T    | 11°18′S 20°06′E       | 3,84             |
| Z    | 10°22′48″S 17°19′12″E | 3                |